# Sphaerodactylus zygaena
Espèce
Sphaerodactylus zygaena est une espèce de geckos de la famille des Sphaerodactylidae.

## Répartition
Cette espèce est endémique d'Haïti.

## Publication originale
- Schwartz & Thomas, 1977 : Two new species of Sphaerodactylus (Reptilia: Lacertilia, Gekkonidae) from Hispaniola. Journal of Herpetology, vol. 11, n. 1, p. 61-66.